# MP 35
A MP35 (Maschinenpistole 35, 'Submetralhadora 35') foi uma submetralhadora usada pela Wehrmacht, Waffen-SS e pela polícia alemã antes e durante a Segunda Guerra Mundial. Foi desenvolvida no início dos anos 1930 por Emil Bergmann (filho de Theodor Bergmann) e fabricada na empresa Bergmann em Suhl (que também construiu uma das primeiras submetralhadoras, a MP 18).

## História
A precursora da MP35 foi a MP32 que a empresa dinamarquesa Schultz & Larsen produziu (sob licença da empresa Bergmann) e que tinha câmara para a munição 9×23mm Bergmann. O projeto da BMP32 foi posteriormente atualizado pela fábrica Bergmann e em 1934, a submetralhadora Bergmann MP34 apareceu (não confundir com a Steyr MP34 austríaca). As capacidades limitadas de fabricação na fábrica de Bergmann exigiam que a produção fosse transferida para a fábrica Zella-Mehlis de Carl Walther. Esta empresa alemã produziu cerca de 2.000 BMP34 para exportação e vendas domésticas.
Várias variantes da BMP34 foram fabricadas com um cano padrão de 200 mm ou de 320 mm. Durante 1935, uma versão simplificada da BMP34 designada como Bergmann MP35/I apareceu. Os pedidos iniciais de produção da MP35 também foram feitos na Walther, que produziu cerca de 5.000 submetralhadoras entre 1936 e 1940.
Com a eclosão da Segunda Guerra Mundial, a produção mais uma vez mudou de Walter para Junker & Ruh (código de fabricação 'ajf') para fabricar a MP35 (o que fez até 1944). Durante a guerra, cerca de 40.000 submetralhadoras Bergmann foram produzidas pela Junker, e quase todas foram fornecidas para a Waffen-SS.

## Operação
A MP35 era uma submetralhadora de fogo seletivo operada por blowback que disparava de um ferrolho aberto. A arma apresentava uma alavanca de manejo não recíproca colocada na parte traseira do receptáculo, que era operada de maneira semelhante à ação por ferrolho de um fuzil Mauser. Isso envolvia o operador puxar manualmente a alavanca para cima, puxar para trás, empurrar para frente e empurrar para baixo novamente. Quando a arma era disparada, a alavanca de manejo permanecia estacionária.
Na BMP32 a arma apresentava uma trava de segurança na parte traseira do ferrolho (novamente em um local semelhante ao fuzil Mauser). Tanto na BMP34 quanto na MP35, a trava de segurança foi realocada para o lado esquerdo do receptáculo. O atirador poderia selecionar o modo de tiro aplicando pressão diferente ao gatilho – um puxão curto disparava tiros únicos; um longo puxão resultava em fogo automático. A alimentação era do lado direito da arma, por algum motivo misterioso, com ejeção para a esquerda.
Em contraste com muitas outras submetralhadoras da época, o carregador da MP35 era inserido no lado direito da arma. As primeiras versões usavam carregadores próprios, a BMP35 usava carregadores compatíveis com a Schmeisser MP28. O cano era fechado em uma manga tubular com ranhuras de resfriamento e freio de boca/compensador na frente.

## Operadores
- Bélgica - Adotada pelo exército belga como a Mitraillette 34.
- Brasil - adotada pela polícia da Bahia; em 1938 uma foi emprestada à polícia de Alagoas e usada na operação que matou o Lampião.[2]
- Bolívia
- Dinamarca - Conhecida como MP32 quando adotadoa pelo exército dinamarquês no calibre 9×23mm Bergmann.[3]
- Império Etíope
- Reino da Hungria
- Partisans italianos - Exemplos usados capturados de soldados alemães[4]
- Alemanha Nazista - Adotada pela Waffen-SS.[5]
- Espanha Franquista
- Suécia - Designada como M39.
- Iugoslávia - Tanto partisans quanto chetniks usaram MP35 ex-alemãs capturadas.[6]